# Oratoř (salesiáni)
Oratoř jako název používají Salesiáni Dona Bosca pro nízkoprahová střediska pro děti a mládež.

## Historie
První takovou oratoř, svatého Františka Saleského, založil Jan Bosco pro chlapce 8. prosince 1844 a měla charakter internátní školy. První československá salesiánská oratoř byla otevřena 8. prosince 1934 v Ostravě. Dnešní salesiánské oratoře se zaměřují na volnočasové aktivity, například sportovní či umělecké, doplněné někdy i duchovním programem.